# 愛大醫學部南口站
愛大醫學部南口站（日语：／ Aidai-Igakubu-minamiguchi eki */?）是位於日本愛媛縣東溫市的鐵路車站，隸屬於伊予鐵道（伊予鐵），簡稱「醫學部站」，是伊予鐵所有路軌車站中站名最長的一個，平假名的串法也是最長，達13個字，車站編號為IY23。
正如車站名稱，是為了方便前往愛媛大學醫學院及其附屬醫院而設立的，可是兩者其實離距離車站約600米，步行距離和前往鄰站橫河原站近乎相近，因此在車站設有召喚式免費的士接載求醫的病人前往醫院。另外，車站附近也有多間高校及專科學校，客源以通學學生為主。

## 車站結構

### 站房

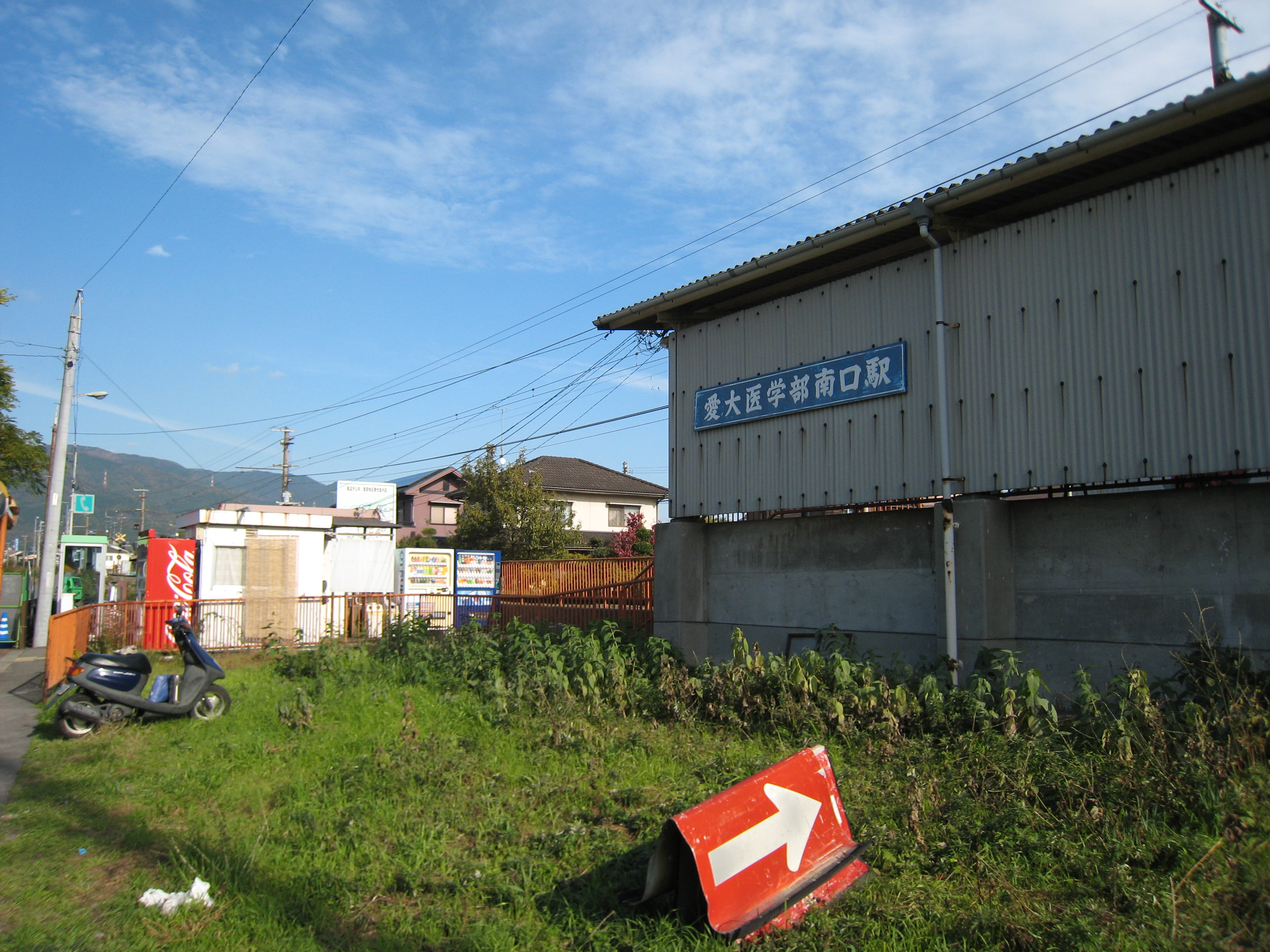
未興建站舍前的愛大醫學部南口月台，遠方自動售賣機部份為車站入口。（2008年）

開站時，採用簡易車站模式，車站出入口左側設置了自動售票機；中間為開放式閘口，並附設IC咭感應器、右側設有以鋼版撘成的簡易站務亭，只在特殊情況下才會有職員駐守，平常時段為無人站；但隨著附近人口開始增加，使用需求有所增加，車站逐進行了改善工程，先將原來的簡易站務亭及售票機拆走，以便改建為無障礙斜道；同時在原來出入口的左側，新建成為一座固定的單層站舍，閘口可與通往月台間的無障礙斜道連接，並由2015年3月31日起昇格為有人駐守的委託站。

### 月台配置
月台方面，設有側式月台1座，出入口設於月台末端向橫河原站方向，有效長度為4輛。其中靠近出入口的2輛車廂位置設置了上蓋及候車座椅，向見奈良站方向的另外2輛車廂則為全露天，亦沒有裝設任何設施。列車靠站時，下行往橫河原為左側上落；上行往松山市則為右側上落。
| 路線      | 方向 | 目的地                        |
| --------- | ---- | ----------------------------- |
| ■横河原線 | 上行 | 松山市、直通■高濱線往高濱方向 |
| ■横河原線 | 下行 | 横河原方向                    |

## 歷史
- 1981年8月10日：開業。
- 2015年3月31日：新站舍正式使用，並改為有人站。
- 2017年：隨統一更換新型站牌，其英文名稱亦正式稱作「Ehime Univ. Hospital」。
- 2025年3月18日：伊予鐵內所有郊外鐵道線均可使用ICOCA及全國交通系IC卡[4][5][6]。

## 相鄰車站
伊予鐵道
■ 橫河原線
見奈良（IY22）－愛大醫學部南口（IY23）－橫河原（IY24）

## 外部連結
- 伊予鐵道愛大醫學部南口站公式網頁。 （页面存档备份，存于）